# 永田しのぶ
永田 しのぶ（ながた - 、旧姓：田中）は、主にゲームミュージックを手掛ける日本の女性作曲家。任天堂所属。

## 概要
2001年以降から任天堂情報開発本部にて同社の作品のゲーム音楽を担当するようになる。スタッフと共同で担当することが多いが、マリオカートDSではリメイク曲以外をほぼすべて単独で担当している。はじめてのWiiを担当した後、2007年より同社企画開発本部に配属。

## 作品
- 2001年
  - どうぶつの森 （戸高一生、峰岸透、永田権太と共同）
  - ルイージマンション （戸高一生と共同）
  - どうぶつの森+ （戸高一生、峰岸透、永田権太と共同）
- 2002年 - スーパーマリオサンシャイン （近藤浩治と共同）
- 2003年 - マリオカート ダブルダッシュ!! （永田権太と共同）
- 2005年 - マリオカートDS
- 2006年 - はじめてのWii （永松亮と共同）
- 2008年 - 東北大学加齢医学研究所川島隆太教授監修 ちょっと脳を鍛える大人のDSiトレーニング （濱野美奈子らと共同）
- 2012年
  - キキトリック （椎葉大翼、後田信二と共同）
  - 東北大学加齢医学研究所 川島隆太教授監修 ものすごく脳を鍛える5分間の鬼トレーニング （濱野美奈子、後田信二らと共同）